# Daniel Haquet
Pour les articles homonymes, voir Haquet.
Daniel Haquet, né le 9 janvier 1957, est un ancien joueur de basket-ball français, évoluant au poste de numéro 5. Il mesure 2,02 m.

## Biographie
Il débute avec l'Association Sportive de Strasbourg de 1972 à 1974 où il est champion d'Alsace cadet, vainqueur de la coupe d'Alsace cadet et de la coupe d'Alsace senior.
En 1975, il est champion de France espoir avec l'équipe d'Alsace entraînée par Francis Jordane et il est nommé meilleur joueur du championnat, puis en 1976 il est champion de France junior avec Graffenstaden.
Daniel Haquet est quadruple champion de France en 1977, 1981, 1987 et 1991.

## Carrière Joueur
- 1975-1976 :  Graffenstaden (Nationale 1)
- 1976-1982 :  ASVEL Villeurbanne (Nationale 1)
- 1982-1986 :  Olympique d'Antibes Juan-les-Pins (Nationale 1)
- 1986-1988 :  Élan béarnais Orthez (Nationale 1 et N 1 A)
- 1988-1992 :  Olympique d'Antibes Juan-les-Pins (N 1 A)
- 1992-1994 :  Azuréa Club Golfe-Juan-Vallauris (NM3)
- 1994-1995 :  Saint-Vallier Basket Drôme (NM3)
- 1995-1996 :  Saint-Vallier Basket Drôme (NM2)

## Carrière Entraîneur
- 1994-1995 :  Saint-Vallier Basket Drôme (NM3) Entraîneur/Joueur
- 1995-1996 :  Saint-Vallier Basket Drôme (NM2) Entraîneur/Joueur
- 1996-1997 :  Saint-Vallier Basket Drôme (NM2)
- 1997-1998 :  Vaulx-en-Velin Basket Club (NM3)
- 2006-2007 :  Alerte Basket Nord Dauphiné (Isère)
- 2007-2008 :  Basket Club Marcilloles Pajay (Isère)
- 2008-2009 :  AS Cessieu Basket (Isère)

## Palmarès

### En club
- Championnat de France :
  - Champion (4) : 1977 (Villeurbanne), 1981 (Villeurbanne), 1987 (Orthez), 1991 (Antibes)
  - Vice-champion (2) : 1978 (Villeurbanne), 1990 (Antibes)

- Championnat de France Nationale masculine 3
  - Champion (1) : 1995 (Saint-Vallier)

### En équipe nationale
- France
  - (82 sél.)
  - 611 pts

### Personnel
- Élu meilleur joueur français (classement du journal L'Équipe) en 1984.
- 40ème meilleur marqueur de l'histoire de la Pro A (3239pts), 28e rebondeur (1360 rbds) et 45e passeur (760 pd).

## Sources
- Maxi-Basket